# 超级大国2
《超级大国2》（SuperPower 2），又译作《超级力量2》，一款由DreamCatcher Games开发的即时战略游戏。
游戏玩家可以选择193个联合国承认的国家或地区，於2001年開始，可以完成剧本，也可以自定义游戏的目标；电脑则控制除玩家所选的其它国家。玩家可在游戏中用政治、軍事及經濟三方面去提升國家的力量，例如用政治地位恐嚇敵國，用導彈、軍隊及核彈去襲擊敵軍或利用經濟制裁敵人。玩家目的是稱霸全球，若被打敗、人民反抗、國家崩潰甚至因核戰而導致世界毀滅都會結束遊戲。
早在CommodoreAmiga電腦年代就有一款叫做《國力平衡》的遊戲，這款融合地理政治學、社會經濟學、軍事和外交等知識的遊戲在當時可說是極為複雜的。 如今這類綜合戰略遊戲數量依然不多，不過還是有一批玩家對此類游戲情有獨鍾。
《超级力量2》从一个全球地图开始，你可以在其上清楚看到当今世界格局，你会看到各国经济、人口、政治、宗教、核武实力等。你还可以将地图不断放大，到可以看见区域划分、地形道路为止。在游戏中你可以做各种重大决策，例如决定执政党、关闭边境等，你的每一个决定将会影响到整个国家的状态。在游戏中你甚至还可以决定实施核打击，也可以派出秘密部队刺杀外国高官，并且将谋杀罪名转嫁给其它国家。你的这些决定将会影响到整个世界的局势。
与多数专业型战略游戏一样，《超级力量2》是一款充满数据和复杂的规格的游戏，不过也正是因为这样，这款游戏可以说是对全球局势的一个非常专业的模拟。作为游戏的重点之一，资源管理是战略决定的重要因素，时刻关注你所能掌握的资源是非常重要的。你所做出的所有决定执行起来非常简单，例如要建一个研究所只要点击一下鼠标即可。当你与敌方军队作战时，画面表现更加简单，两个部队正面接触，然后一阵就是一阵尘雾，你要做的就是静静等待战争结果或者点击尘雾进入战争画面。虽然要做出某项决定非常简单，不过要综合考虑各种重大决定就是非常复杂的事了，在做出决策之前必须思考每一步决定会带来怎样的影响，同时根据当时的国际局势做综合思考。

## 超级力量2经济原理

### 基本原理
每种资源都涉及到生产、需求、贸易与结余四个项目，它们均以美元结算。你的目标在于使27种资源中的任何一种都实现供大于求。结余项目中，红色显示了你的该种资源出现短缺，倘若高于0$，则说明该资源已经过剩，理想的状态是任何一种资源的结余皆为0$。
贸易项目显示了当前正在进口或是进口的资源。贸易额为负值表明你正在进口，贸易额为正则表明你正在出口。下列公式解释了该原理：
生产-消费-贸易=结余

### 资源的重要性
这些资源被分为6大类别——从重要的到不重要的。如果你的人民缺少食物，那将会带来比缺乏奢侈日用品更加消极的影响。缺乏资源会使你的社会发展水平和政府稳定度受限，这些都将导致致命的问题。
以下通过百分比表明这些资源类别的重要性：
- 45%食品与农业
- 20%能源
- 10%原材料
- 10%工业用品
- 10%制成品
- 5%服务业

这表明能源的重要性是原材料的2倍；而贫困国家应优先投入食品和农业，发达国家则需要发展更多的服务业。
在每一项类别中，同样存在着资源重要性的差异。
食品与农业
- 25%谷物
- 20%水果与蔬菜
- 20%肉类
- 15%乳制品
- 10%烟草
- 10%麻醉剂

能源
- 50%电力
- 50%石油

原材料
- 40%钢铁
- 25%木材与纸制品
- 25%矿物
- 10%宝石

工业用品
- 40%化学制品
- 25%塑料制品
- 20%纺织品
- 15%医药品

制成品
- 40%日用品
- 20%机械
- 20%交通工具
- 10%器具
- 10%奢侈日用品

服务业
- 40%医疗卫生
- 25%建筑业
- 10%工程
- 10%零售业
- 10%法律服务
- 5%广告与营销

### 产量增长
首先应该知道，资源生产始终是增长的。它将一直增长直到满足需求为止，并且会由于世界市场的需求而增长得更快，而你将能够影响它的增长速度。每一类资源都有一个年度递增率。本指引将解释是究竟是何种变量在影响这些增长。
- 食品与农业：每年递增1%
- 能源：每年递增2%
- 原材料：每年递增1%
- 工业用品：每年递增10%
- 制成品：每年递增13%
- 服务业：每年递增16%

以下因素影响资源的产量增长：
- 经济健康状况：若经济健康状况为100%，那么资源增长率翻倍；若经济健康状况为0%，则不会有任何增长；而当50%时，资源增长处于平均水平。
- 税率：资源税影响产量增长。高税率将抑制资源产量增长，全部免税将有增长率加成50%。不要忘记整体税将作用于任何一种资源。（例如：整体资源税3%，谷物税率5%，这意味着对谷物征税达8%）
- 预算：增加对环境的投入将提高食品与农业的增长率。若投入达到最大值则可以得到50%的增长率加成，若投入预算最小（预算为0），增长率将降低50%。同样的道理，教育投入将有利于服务业增长。
- 童工：童工合法化会对所有资源带来10%的增长率加成。
- 经济合作伙伴：经济条约将带来不同的加成效果，这取决于条约国数目与条约国实力。
- 私有制/国有制：若资源为国家所有（公共部门），则增长率减少40%。

### 进口/出口
一个重要的规则是：高GDP的经济发达国家将首先进口和出口资源——它们具有相对于贫困国家的优先权。所以假如美国希望进口交通工具，那么它就一定能够做到，而跟随其后的国家只能得到剩余的产品。贫穷的国家，如阿富汗，也许会有对于交通工具的需求和进口交通工具的现金，但却因为极低的出口排名而可能无法获得任何进口。
要解决这个问题可以通过签署共同市场解决，它将优先于全球市场。在上述情况中，阿富汗可以和日本签订共同市场，这会为阿富汗与日本之间的贸易提供优先权。而一旦这些共同市场纷纷建立起来，拥有193个国家的全球市场将做出数据结算。
但进口/出口又是如何实现的呢？

#### 私有部门
我们来打个比方，你拥有700M的谷物产量和800M的需求，那么你的结余会是-100M，你的人民因此处于食不果腹之中。你需要进口100M的谷物来满足需求。资源税会影响进口以及为进口支付的资金。如果谷物的税率为10%，那么将会有10M的收益，但却只能进口到90M的实际谷物资源。高税率将带来高收益，但同时降低实际得到的资源量。
当你出口一项资源时，高税率可以在短期内带来高收益（100%税率则意味着获得全部的出口额），但随着时间流逝，高税率会降低资源产量的增长速度，故请谨慎调整。
任何时候当你进口1$，都会导致GDP下降1$。反之出口1$，亦会导致GDP增加1$。由于征收的个人所得税是基于GDP这一基础，所以尽可能的出口显得尤为重要。（进口和出口在公共资源条件下不会改变GDP）
在私有部门，你只能进口到基础GDP的50%，所以，没有任何一个私有制经济国家可以随心所欲地进口。

#### 公共部门
如果资源被公共控制，则对于进口与出口毫无限制。进口不会降低GDP，出口亦不会增加GDP。唯一的限制是预算——进口额中的每一美分均来自于预算。这意味着当你需要100M谷物时将会花去预算中的100M。出口亦同理，出口100M的肉类将带来100M的收益。
公共部门从不被征税。然而，你仍然需要控制各项资源的进口/出口数量。如果你不愿这样做，只需选中资源窗口底部的“满足需求”即可，这时将自动按照需求的最大总量来进口，
并出口过剩商品。但这对于贫穷国家来说会有一定风险，因为进口一切商品的做法会导致超过负担能力的支出。

#### 进口/出口概要
你永远不可能与一个处于战争状态的国家进行贸易，或经济贸易与经济制裁并存。
即使当某种资源的市场可用量大于0时而你仍然无法进口到该资源，这是由于进口有若干限制。
世界市场并不会每时每刻都结算。这取决于你的游戏速度，它通常会发生在每一星期或每一个月。
非法资源不会带来收益，即便是非法出口。
倘若某一资源的世界产量极高（市场可用量大于0），则所有国家的该项资源产量将在此后的数月中自动下降，这种效果对于占据了较大市场份额的国家并不明显，但对于仅有极小份额的国家来说却是致命的。

### 增加产量
对于特定的资源，增加产量将会有一个递增的百分比，你无法对游戏初期并不具备的资源施行增产。例如：英国不能增加烟草的产量。
增加产量花费高昂，但不要忘记额外增加的产量将增加GDP——这无疑是一个好东西。

### 通货膨胀
高通货膨胀率会增加各项预算支出，迫于高通货膨胀的压力，你将不得不降低部分预算。
如果通货膨胀率过低，国家收入会有些许下降。

## 超級力量2政治原理

### 外交關係
每個國家與國家之間的初始外交關係不同，如下的改變會影響與其他國家的外交關係。當一個國家與大部份國家關係不好時，會被較高軍事實力的國家攻打。
1. 委派秘密行動小組的行動失敗會大幅降低與該國的外交關係。
2. 開戰後會與敵對的國家關係大減。
3. 主動攻打一個國家，會減低與該國關係良好的外交闔係。
4. 改變國家的政治體系會與相似的國家關係提升，但同時會與不同體系的國家關係減低(例如改變為共產制，會與所有國家關係變差，因為沒有一個國家是共產制)。
5. 改變國內法，有相似的國內法的國家關係會提升，不相同則會減低。
6. 改變出入境政策影響相似與相異的國家的關係。
7. 有外國援助會提升與大部份的國家的關係。
8. 承擔其他國家的債務可以提升兩國的關係。

### 國內法
改變國內法主要會影響人民的支持度與外交關係。
1. 言論自由 - 提升人民的支持度。
2. 遊行自由 - 提升人民的支持度。
3. 婦女投票權 - 提升人民的支持度。
4. 家庭生育孩子數量限制 - 無限制會提高出生率，同時提升人民的支持度。
5. 避孕 - 減低出生率，同時提升人民的支持度。
6. 墮胎 - 減低出生率，同時提升人民的支持度。
7. 童工 - 准許會提高人民的支持，因為童工合法化会对所有资源带来10%的增长率加成。
8. 群婚 - 准許會提高出生率，同時提高人民的支持度。
9. 同性婚姻 - 提高人民支持度，但不會影響出生率。

### 政体
不同政体和国内法用于各个国家时效果不一定相同，有些许差异。 政体与国家： 
　　改变政体时支持度和稳定度下降，故不要频繁更改。 
1. 多党民主制：  优点：高资源生产、低贪污、低被破坏成功率    缺点：必须赢得每四年的大选、高资源消耗、高政府运营消耗、军事力量和人口比率对稳定度负面影响大、宣战时支持率降低很大
2. 一党民主制：  优点：选举一定会获胜、较高的资源生产、较少的因军事力量和人口比率引起的稳定度负面影响、被破坏成功率较低、宣战时有一定支持率影响   缺点：高资源消耗、高政府支出、高贪污
3. 共产制：  优点：无选举、低资源消耗、低贪污、被破坏成功率低    缺点：资源生产很低、高政府支出、宣战时对支持率有负面影响、军事力量和人口比率对稳定度负面影响大
4. 君主制：  优点：无选举、低资源消耗、宣战时对支持率影响小、较少的因军事力量和人口比率引起的稳定度负面影响、与其他君主制国家关系发展快、低政府支出    缺点：资源生产低、高贪污、很容易被破坏
5. 宗教专制：  优点：无选举、较少的因军事力量和人口比率引起的稳定度负面影响、低资源消耗、低贪污、宣战时对支持率影响小、低政府支出    缺点：宗教成分对稳定度影响很大、低资源生产、容易被破坏
6. 军事专制：  优点：无选举、宣战时对支持率影响非常低、有因军事力量和人口比率引起的稳定度积极影响、减少单位维持费、减少单位状态改变所需时间、非常低的资源消耗量、非常低的政府支出    缺点：资源生产量很低、高贪污、被破坏的成功率极其高
7. 无政府：  优点：无   缺点：很容易被破坏、资源生产减半、所有生产中的军事单位停产、收入减少到0、极其高的贪污、无法提出任何条约申请

## 游戏错误
1. 某些游戏中政体为非“多党民主制”的国家无法将其政体变更为“多党民主制”。
2. 某些游戏中的地区无法发展旅游资源以期带来旅游收入。
3. 某些游戏中的地区无法生产特定资源。
4. 某些游戏中的地区没有任何人口。(设定上，没有任何人口的地区不应出现在游戏中。如南极地区等。)
5. 签订承担外债不但不会降外交反而会提升外交。

关于上述问题，玩家们制作了“多党制补丁 Ver.Final”补丁用以修正上述问题。